# Rima Agricola
Rima Agricola – rów  na powierzchni Księżyca o długości około 110 km. Znajduje się na współrzędnych selenograficznych ☾ 29,0°N 53,0°W/29,000000 -53,000000. Nazwa tego kanału została nadana w 1985 roku przez Międzynarodową Unię Astronomiczną i pochodzi od pobliskich gór księżycowych Montes Agricola.